# Asheldham
Asheldham est un village et une paroisse civile de l'Essex, en Angleterre.